# Вилхелм фон Виндиш-Грец
Вилхелм фон Виндиш-Грец (на немски: Wilhelm Freiherr von Windisch-Graetz; * ок. 1559; † 1610) е фрайхер, господар на Виндиш-Грец (днес Словен градец, Словения) в Австрия.

## Произход
Той е големият син на фрайхер Якоб II фон Виндиш-Грец (1524 – 1577) и съпругата му фрайин Анна Мария Велцер-Ебершайн († 1580), вдовица на Кристоф Кевенхюлер-Айхелберг (1503 – 1557), дъщеря на Мориц IV Велцер-Ебершайн (1500 – 1555) и Мария Танцл фон Трацберг (1506 – 1560). Внук е на Зигфрид фон Виндиш-Грец († 1541) и Афра Грасвайн († 1553). Брат е на фрайхер Йохан II фон Виндиш-Грец (1561 – 1589). Сестра му Фелицитас фон Виндиш-Грец (1560 – 1615) е омъжена на 20 април 1578 г. в Грац за фрайхер Волфганг Зигмунд фон Ауершперг (1545 – 1598).
На 18 май 1822 г. родът е издигнат на князе.

## Фамилия
Вилхелм се жени на 22 октомври 1581 г. за фрайин Барбара Елизабет фон Колониц, дъщеря на фрайхер Кристоф фон Колонитс и фрайин Анна фон Херберщайн. Te имат пет деца:
- Анна Мария фон Виндиш-Грец, омъжена за фрайхер Йохан Зигмунд фон Грайсен
- Маруш фон Виндиш-Грец, омъжена за Ханс фон Колонитс
- Адам Зигфрид фон Виндиш-Грец (1585 – 1640/1648), фрайхер, женен I. 1610 г. за фрайин Магдалена фон Грайсен, II. 1626 г. за Кристина Шрот фон Киндберг († 24 ноември 1651), вдовица на Зинцендорф; има общо син и дъщеря
- Якоб Вилхелм фон Виндиш-Грец (1585 – 1603)
- Естер Маргарета фон Виндиш-Грец († 16 януари 1625), омъжена за фрайхер Георг Габриел фон Колонитс